# 미운 우리 새끼
《미운 우리 새끼》는 SBS TV에서 2016년 8월 26일부터 방송되는 텔레비전 프로그램이다.

## 미운 우리 새끼 개요

### 기획 의도
- 나이 든 엄마가 화자가 되어 싱글족 아들의 일상을 관찰하고, 모자지간의 유대 관계를 형성하여, 순간을 오래 오래 간직하는 관찰 예능 프로그램

### 특징
- 본 프로그램의 특징으로서, 나이 든 엄마가 화자가 되어, 싱글족 아들의 일상 생활을 관찰하고, 모자 지간의 육아 일기를 모티브로 하는 색다른 형태의 관찰 예능 프로그램으로 기획한 것이다.
- 싱글족 세태를 풍자한 관찰 예능 프로그램의 원조인 '나 혼자 산다'를 비롯한, 연예인 아빠들의 자발적인 육아 도전기를 다룬 '슈퍼맨이 돌아왔다' 등 여타 관찰 예능 프로그램과는 달리, 연예인 모자 지간의 다정다감한 관찰을 통해 싱글족 세태 반영은 물론, 모자 지간의 유대 관계를 형성하면서, 대한민국에 실존하는 세대 간의 갈등과 소통을 진지하게 공감하기 위해, 모든 계층이 즐길 수 있는 관찰 예능 프로그램으로 방향을 잡은 점이 가장 큰 성공 요인으로 분석된다.
- 고령화 사회와 싱글족 세태를 풍자하는 관찰 예능 프로그램의 안티테제로서, 관찰 예능 프로그램 사상 최초로 유일무이하게, 서브 타이틀상으로 출연자의 나이를 표현할 때 생후 (○○○)개월로 설정되어 있다.
- 아직도 철부지 같은 자식과 늘 자식 걱정인 모자지간의 육아 일기를 간접적으로 어필하면서, 유쾌하고 따뜻한 웃음과 뭉클한 감동을 전달하여, 시청자들에게 쏠쏠한 재미를 선사하여, '미우새 신드롬'으로 시청자들에게 큰 호평을 얻고 있다.

### 프로그램 역사
- 2016년 7월 20일 : 파일럿 편성
- 2016년 8월 26일 ~ 2017년 4월 7일 : 첫 방송했고 매주 금요일 밤 11시 20분에 정규 편성되었다.
- 2017년 4월 16일 ~ 2017년 10월 15일 : 매주 일요일 밤 9시 15분에 방송 시간대를 이동해서 1, 2부로 분할 방송되었다.
- 2017년 10월 22일 ~ 2019년 3월 31일 : 매주 일요일 밤 9시 5분에 1, 2부로 분할 방송되었다.
- 2019년 4월 7일 ~ 2021년 6월 27일 : 매주 일요일 밤 9시 5분에 1, 2, 3부로 분할 방송되었다.
- 2021년 7월 4일 ~ 2025년 1월 12일 : 매주 일요일 밤 9시 5분에 중간광고로 통합 편성되고 있다.
- 2025년 1월 26일 ~ 현재 : 매주 일요일 저녁 8시 55분에 중간광고로 통합 편성되고 있다.

## 방송 시간
| 방송 기간                          | 방송 시간                     | 방송 시간                     | 비고                  |
| ---------------------------------- | ----------------------------- | ----------------------------- | --------------------- |
| 2016년 7월 20일                    | 수요일 밤 11:10 ~ 12:30       | 수요일 밤 11:10 ~ 12:30       | 파일럿 편성           |
| 2016년 8월 26일 ~ 2017년 4월 7일   | 매주 금요일 밤 11:20 ~ 12:50  | 매주 금요일 밤 11:20 ~ 12:50  | 정규 편성             |
| 2017년 4월 16일 ~ 2017년 10월 15일 | 1부                           | 매주 일요일 밤 9:15 ~ 10:00   | 분리 편성 (1, 2부)    |
| 2017년 4월 16일 ~ 2017년 10월 15일 | 2부                           | 매주 일요일 밤 10:00 ~ 11:05  | 분리 편성 (1, 2부)    |
| 2017년 10월 22일 ~ 2019년 3월 31일 | 1부                           | 매주 일요일 밤 9:05 ~ 10:00   | 분리 편성 (1, 2부)    |
| 2017년 10월 22일 ~ 2019년 3월 31일 | 2부                           | 매주 일요일 밤 10:00 ~ 11:05  | 분리 편성 (1, 2부)    |
| 2019년 4월 7일 ~ 2021년 6월 27일   | 1부                           | 매주 일요일 밤 9:05 ~ 9:45    | 분리 편성 (1, 2, 3부) |
| 2019년 4월 7일 ~ 2021년 6월 27일   | 2부                           | 매주 일요일 밤 9:45 ~ 10:25   | 분리 편성 (1, 2, 3부) |
| 2019년 4월 7일 ~ 2021년 6월 27일   | 3부                           | 매주 일요일 밤 10:25 ~ 11:05  | 분리 편성 (1, 2, 3부) |
| 2021년 7월 4일 ~ 2022년 6월 19일   | 매주 일요일 밤 9:05 ~ 11:05   | 매주 일요일 밤 9:05 ~ 11:05   | 통합 편성             |
| 2022년 9월 4일 ~ 2025년 1월 12일   | 매주 일요일 밤 9:05 ~ 11:05   | 매주 일요일 밤 9:05 ~ 11:05   | 통합 편성             |
| 2022년 6월 26일 ~ 2022년 8월 28일  | 매주 일요일 밤 9:05 ~ 11:10   | 매주 일요일 밤 9:05 ~ 11:10   | 통합 편성             |
| 2025년 1월 26일 ~ 현재             | 매주 일요일 저녁 8:55 ~ 10:55 | 매주 일요일 저녁 8:55 ~ 10:55 | 통합 편성             |

## 역대 진행자

### 현재 진행자
| 진행자 | 진행 기간              | 방송 회차     | 비고 |
| ------ | ---------------------- | ------------- | ---- |
| 신동엽 | 2016년 7월 20일 ~ 현재 | 파일럿 ~ 현재 |      |
| 서장훈 | 2016년 7월 20일 ~ 현재 | 파일럿 ~ 현재 |      |

### 이전 진행자
| 진행자 | 진행 기간                         | 방송 회차     | 비고  |
| ------ | --------------------------------- | ------------- | ----- |
| 한혜진 | 2016년 7월 20일 ~ 2017년 1월 13일 | 파일럿 ~ 20회 | [ 1 ] |

## 스페셜 MC
- 고정 여성 MC였던 한혜진의 하차 이후 신동엽과 서장훈 사이에 앉아서 진행을 돕는다. 보통 2주 간 출연하며 주로 경력이 조금 있는 기혼자 가수나 배우들이 출연한다. 그러나, 2019년부터 미혼 연예인들도 자주 출연하며, 1주간 나오는 경우가 크게 늘었다. 2020년부터는 상황에 따라 방영분이 1~2주로 조절하고 있지만 2020년 하반기부터는 1주간 출연이 압도적으로 많다.

| 스페셜 MC     | 방송 기간                          | 방송 회차     |
| ------------- | ---------------------------------- | ------------- |
| 김민종        | 2017년 1월 20일, 1월 27일          | 21회 ~ 22회   |
| 김종민        | 2017년 2월 3일, 2월 10일           | 23회 ~ 24회   |
| 차태현        | 2017년 2월 17일, 2월 24일          | 25회 ~ 26회   |
| 성시경        | 2017년 3월 3일, 3월 17일           | 27회 ~ 28회   |
| 성시경        | 2021년 5월 9일                     | 241회         |
| 탁재훈        | 2017년 3월 24일, 3월 31일          | 29회 ~ 30회   |
| 김흥국        | 2017년 4월 7일                     | 31회          |
| 안재욱        | 2017년 4월 16일, 4월 23일          | 32회 ~ 33회   |
| 안재욱        | 2025년 8월 10일                    | 455회         |
| 유희열        | 2017년 4월 30일, 5월 7일           | 34회 ~ 35회   |
| 유희열        | 2017년 5월 14일, 5월 21일          | 36회 ~ 37회   |
| 주상욱        | 2017년 5월 28일, 6월 4일           | 38회 ~ 39회   |
| 박명수        | 2017년 6월 11일, 6월 18일          | 40회 ~ 41회   |
| 오연수        | 2017년 6월 25일, 7월 2일           | 42회 ~ 43회   |
| 오연수        | 2024년 6월 23일                    | 399회         |
| 연정훈        | 2017년 7월 9일, 7월 16일           | 44회 ~ 45회   |
| 윤상현        | 2017년 7월 23일, 7월 30일          | 46회 ~ 47회   |
| 김희선        | 2017년 8월 6일, 8월 13일, 8월 20일 | 48회 ~ 50회   |
| 김종국        | 2017년 8월 20일, 8월 27일          | 50회 ~ 51회   |
| 채시라        | 2017년 9월 3일, 9월 10일           | 52회 ~ 53회   |
| 손지창        | 2017년 9월 17일, 9월 24일          | 54회 ~ 55회   |
| 안정환        | 2017년 10월 1일, 10월 8일          | 56회 ~ 57회   |
| 김현주        | 2017년 10월 15일, 10월 22일        | 58회 ~ 59회   |
| 손태영        | 2017년 10월 29일, 11월 5일         | 60회 ~ 61회   |
| 김정은        | 2017년 11월 12일, 11월 19일        | 62회 ~ 63회   |
| 김정은        | 2020년 12월 6일                    | 219회         |
| 김정은        | 2024년 2월 11일                    | 380회         |
| 신승훈        | 2017년 11월 26일, 12월 3일         | 64회 ~ 65회   |
| 김수로        | 2017년 12월 10일, 12월 17일        | 66회 ~ 67회   |
| 김수로        | 2018년 1월 7일                     | 69회          |
| 고준희        | 2017년 12월 24일                   | 68회          |
| 김소연        | 2018년 1월 14일                    | 70회          |
| 이수근        | 2018년 1월 21일, 1월 28일          | 71회 ~ 72회   |
| 노사연        | 2018년 2월 4일                     | 73회          |
| 노사연        | 2018년 8월 19일                    | 101회         |
| 김용만        | 2018년 2월 11일                    | 74회          |
| 장혁          | 2018년 2월 25일, 3월 4일           | 76회 ~ 77회   |
| 승리          | 2018년 3월 4일, 3월 11일, 3월 18일 | 77회 ~ 79회   |
| 송지효        | 2018년 3월 18일, 3월 25일          | 79회 ~ 80회   |
| 이다해        | 2018년 3월 25일, 4월 1일, 4월 8일  | 80회 ~ 82회   |
| 주병진        | 2018년 4월 8일, 4월 15일, 4월 22일 | 82회 ~ 84회   |
| 홍진영        | 2018년 4월 22일, 4월 29일          | 84회 ~ 85회   |
| 임원희        | 2018년 5월 6일                     | 86회          |
| 정려원        | 2018년 5월 13일, 5월 20일          | 87회 ~ 88회   |
| 태진아        | 2018년 5월 27일                    | 89회          |
| 이수경        | 2018년 6월 3일                     | 90회          |
| 김수미        | 2018년 6월 3일, 6월 10일, 6월 17일 | 90회 ~ 92회   |
| 김희애        | 2018년 6월 24일, 7월 1일           | 93회 ~ 94회   |
| 박중훈        | 2018년 7월 8일, 7월 15일           | 95회 ~ 96회   |
| 유호정        | 2018년 7월 22일, 7월 29일          | 97회 ~ 98회   |
| 신혜선        | 2018년 8월 5일, 8월 12일           | 99회 ~ 100회  |
| 이승기        | 2018년 9월 2일, 9월 9일            | 102회 ~ 103회 |
| 임창정        | 2018년 9월 16일, 9월 23일          | 104회 ~ 105회 |
| 이동건        | 2018년 9월 30일, 10월 7일          | 106회 ~ 107회 |
| 배정남        | 2018년 10월 14일                   | 108회         |
| 조윤희        | 2018년 10월 21일                   | 109회         |
| 김준현        | 2018년 10월 28일                   | 110회         |
| 윤도현        | 2018년 11월 4일                    | 111회         |
| 이문세        | 2018년 11월 11일, 11월 18일        | 112회 ~ 113회 |
| 이민정        | 2018년 11월 25일, 12월 2일         | 114회 ~ 115회 |
| 이선희        | 2018년 12월 9일                    | 116회         |
| 박주미        | 2018년 12월 16일                   | 117회         |
| 박주미        | 2021년 9월 12일                    | 258회         |
| 이범수        | 2018년 12월 23일, 12월 30일        | 118회 ~ 119회 |
| 신애라        | 2019년 1월 6일, 1월 13일, 1월 20일 | 120회 ~ 122회 |
| 전진          | 2019년 1월 20일                    | 122회         |
| 최수종        | 2019년 1월 27일, 2월 3일           | 123회 ~ 124회 |
| 최수종        | 2024년 3월 31일, 4월 7일           | 387회 ~ 388회 |
| 이하늬        | 2019년 2월 10일                    | 125회         |
| 정일우        | 2019년 2월 17일                    | 126회         |
| 정일우        | 2025년 8월 17일                    | 456회         |
| 한예슬        | 2019년 2월 24일, 3월 3일           | 127회 ~ 128회 |
| 박희순        | 2019년 3월 10일, 3월 17일          | 129회 ~ 130회 |
| 윤아          | 2019년 3월 24일, 3월 31일          | 131회 ~ 132회 |
| 이태란        | 2019년 4월 7일, 4월 14일           | 133회 ~ 134회 |
| 김영광        | 2019년 4월 21일                    | 135회         |
| 김지석        | 2019년 4월 28일                    | 136회         |
| 강주은        | 2019년 5월 5일                     | 137회         |
| 강주은        | 2024년 5월 5일                     | 392회         |
| 박형식        | 2019년 5월 12일                    | 138회         |
| 박형식        | 2023년 2월 12일                    | 330회         |
| 김원희        | 2019년 5월 19일, 5월 26일          | 139회 ~ 140회 |
| 고준          | 2019년 6월 2일, 6월 9일            | 141회 ~ 142회 |
| 손담비        | 2019년 6월 16일                    | 143회         |
| 백지영        | 2019년 6월 23일                    | 144회         |
| 김범수        | 2019년 6월 30일                    | 145회         |
| 김범수        | 2022년 12월 11일                   | 321회         |
| 김희철        | 2019년 7월 7일                     | 146회         |
| 예지원        | 2019년 7월 14일                    | 147회         |
| 지석진        | 2019년 7월 21일                    | 148회         |
| 하희라        | 2019년 7월 28일, 8월 4일           | 149회 ~ 150회 |
| 한채영        | 2019년 8월 11일                    | 151회         |
| 구혜선        | 2019년 8월 18일                    | 152회         |
| 허재          | 2019년 8월 25일                    | 153회         |
| 차예련        | 2019년 9월 1일                     | 154회         |
| 한고은        | 2019년 9월 8일                     | 155회         |
| 이상윤        | 2019년 9월 15일                    | 156회         |
| 박세리        | 2019년 9월 22일                    | 157회         |
| 이상엽        | 2019년 9월 29일                    | 158회         |
| 이상엽        | 2025년 5월 18일                    | 443회         |
| 이승철        | 2019년 10월 6일                    | 159회         |
| 이승철        | 2024년 5월 26일                    | 395회         |
| 이정현        | 2019년 10월 13일                   | 160회         |
| 이연복        | 2019년 10월 20일                   | 161회         |
| 최진혁        | 2019년 10월 27일                   | 162회         |
| 이선미 여사   | 2019년 11월 3일                    | 163회         |
| 천정명        | 2019년 11월 10일                   | 164회         |
| 최시원        | 2019년 11월 24일                   | 165회         |
| 장윤정        | 2019년 12월 1일                    | 166회         |
| 장윤정        | 2023년 9월 3일                     | 359회         |
| 강다니엘      | 2019년 12월 8일, 12월 15일         | 167회 ~ 168회 |
| 강다니엘      | 2025년 6월 1일                     | 445회         |
| 박태환        | 2019년 12월 15일                   | 168회         |
| 규현          | 2019년 12월 22일                   | 169회         |
| 정용화        | 2019년 12월 29일                   | 170회         |
| 정용화        | 2021년 8월 1일, 8월 8일            | 252 ~ 253회   |
| 유준상        | 2019년 12월 29일                   | 170회         |
| 유준상        | 2020년 1월 5일, 1월 12일           | 171회 ~ 172회 |
| 김민준        | 2020년 1월 12일, 1월 19일          | 172회 ~ 173회 |
| 이성민        | 2020년 1월 19일, 1월 26일          | 173회 ~ 174회 |
| 송창의        | 2020년 2월 2일                     | 175회         |
| 송가인        | 2020년 2월 9일, 2월 16일           | 176회 ~ 177회 |
| 송가인        | 2024년 11월 10일                   | 417회         |
| 봉태규        | 2020년 2월 23일                    | 178회         |
| 진성          | 2020년 3월 1일                     | 179회         |
| 진성          | 2024년 7월 14일                    | 402회         |
| 육성재        | 2020년 3월 8일                     | 180회         |
| 은지원        | 2020년 3월 15일                    | 181회         |
| 이태성        | 2020년 3월 22일                    | 182회         |
| 윤시윤        | 2020년 3월 29일                    | 183회         |
| 김성령        | 2020년 4월 5일, 4월 12일           | 184회 ~ 185회 |
| 최강희        | 2020년 4월 19일, 4월 26일          | 186회 ~ 187회 |
| 김연자        | 2020년 5월 3일                     | 188회         |
| 김연자        | 2024년 11월 17일                   | 418회         |
| 소이현        | 2020년 5월 10일                    | 189회         |
| 유인영        | 2020년 5월 17일                    | 190회         |
| 이종혁        | 2020년 5월 24일                    | 191회         |
| 박선영        | 2020년 5월 31일                    | 192회         |
| 김호중        | 2020년 6월 7일                     | 193회         |
| 김호중        | 2024년 1월 28일                    | 378회         |
| 이무생        | 2020년 6월 14일                    | 194회         |
| 장도연        | 2020년 6월 21일                    | 195회         |
| 이정진        | 2020년 6월 28일                    | 196회         |
| 유노윤호      | 2020년 7월 5일                     | 197회         |
| 윤두준        | 2020년 7월 12일                    | 198회         |
| 하하          | 2020년 7월 19일                    | 199회         |
| 오지호        | 2020년 7월 26일                    | 200회         |
| 황광희        | 2020년 8월 2일                     | 201회         |
| 박성웅        | 2020년 8월 9일, 8월 16일           | 202회 ~ 203회 |
| 박성웅        | 2023년 6월 25일                    | 349회         |
| 곽도원        | 2020년 8월 23일, 8월 30일          | 204회 ~ 205회 |
| 박은빈        | 2020년 9월 6일                     | 206회         |
| 주현미        | 2020년 9월 13일                    | 207회         |
| 곽시양        | 2020년 9월 20일                    | 208회         |
| 제시          | 2020년 9월 27일                    | 209회         |
| 제시          | 2021년 3월 21일                    | 234회         |
| 오윤아        | 2020년 10월 4일                    | 210회         |
| 오윤아        | 2024년 12월 15일                   | 422회         |
| 엄기준        | 2020년 10월 11일                   | 211회         |
| 유진          | 2020년 10월 18일                   | 212회         |
| 유진          | 2025년 3월 16일                    | 434회         |
| 이상화        | 2020년 10월 25일                   | 213회         |
| 박하선        | 2020년 11월 1일                    | 214회         |
| 박하선        | 2023년 10월 29일                   | 365회         |
| 이적          | 2020년 11월 8일                    | 215회         |
| 김승우        | 2020년 11월 15일                   | 216회         |
| 보아          | 2020년 11월 22일                   | 217회         |
| 정우          | 2020년 11월 29일                   | 218회         |
| 김강우        | 2020년 12월 13일                   | 220회         |
| 추자현        | 2020년 12월 20일                   | 221회         |
| 비            | 2020년 12월 27일                   | 222회         |
| 비            | 2021년 1월 3일                     | 223회         |
| 윤균상        | 2021년 1월 10일                    | 224회         |
| 윤균상        | 2022년 5월 29일                    | 294회         |
| 민호          | 2021년 1월 17일                    | 225회         |
| 민호          | 2024년 12월 1일                    | 420회         |
| 차인표        | 2021년 1월 24일                    | 226회         |
| 이다희        | 2021년 1월 31일                    | 227회         |
| 윤종훈        | 2021년 2월 7일                     | 228회         |
| 남궁민        | 2021년 2월 14일                    | 229회         |
| 박은석        | 2021년 2월 21일                    | 230회         |
| 현아          | 2021년 2월 28일                    | 231회         |
| 던            | 2021년 2월 28일                    | 231회         |
| 김유미        | 2021년 3월 7일                     | 232회         |
| 로제          | 2021년 3월 14일                    | 233회         |
| 신성록        | 2021년 3월 28일                    | 235회         |
| 신성록        | 2025년 1월 5일                     | 424회         |
| 진기주        | 2021년 4월 4일                     | 236회         |
| 이제훈        | 2021년 4월 11일                    | 237회         |
| 김옥빈        | 2021년 4월 18일, 4월 25일          | 238회 ~ 239회 |
| 김옥빈        | 2025년 3월 2일                     | 432회         |
| 송민호        | 2021년 5월 2일                     | 240회         |
| 강승윤        | 2021년 5월 2일                     | 240회         |
| 오연서        | 2021년 5월 16일                    | 242회         |
| 서인국        | 2021년 5월 23일                    | 243회         |
| 도경완        | 2021년 5월 30일                    | 244회         |
| 김태균        | 2021년 6월 6일                     | 245회         |
| 조우진        | 2021년 6월 13일                    | 246회         |
| 정소민        | 2021년 6월 20일                    | 247회         |
| 문채원        | 2021년 6월 27일, 7월 4일           | 248회 ~ 249회 |
| 이승엽        | 2021년 7월 11일                    | 250회         |
| 존 박         | 2021년 7월 18일                    | 251회         |
| 이광수        | 2021년 8월 8일, 8월 15일           | 253회 ~ 254회 |
| 온주완        | 2021년 8월 22일                    | 255회         |
| 유리          | 2021년 8월 29일                    | 256회         |
| 안효섭        | 2021년 9월 5일                     | 257회         |
| 한예리        | 2021년 9월 19일                    | 259회         |
| 씨엘          | 2021년 9월 26일                    | 260회         |
| 버논          | 2021년 10월 3일                    | 261회         |
| 승관          | 2021년 10월 3일                    | 261회         |
| 선미          | 2021년 10월 10일                   | 262회         |
| 거미          | 2021년 10월 17일                   | 263회         |
| 거미          | 2025년 3월 23일                    | 435회         |
| 이연희        | 2021년 10월 24일                   | 264회         |
| 허성태        | 2021년 10월 31일                   | 265회         |
| 허성태        | 2025년 5월 25일                    | 444회         |
| 한채아        | 2021년 11월 7일                    | 266회         |
| 추성훈        | 2021년 11월 14일                   | 267회         |
| 추성훈        | 2025년 6월 8일                     | 446회         |
| 손석구        | 2021년 11월 21일                   | 268회         |
| 박용우        | 2021년 11월 28일                   | 269회         |
| 김주령        | 2021년 12월 5일                    | 270회         |
| 류현진        | 2021년 12월 12일, 12월 19일        | 271회 ~ 272회 |
| 진선규        | 2021년 12월 26일                   | 273회         |
| 진선규        | 2022년 1월 2일                     | 274회         |
| 이선빈        | 2022년 1월 9일                     | 275회         |
| 이선빈        | 2025년 8월 24일                    | 457회         |
| 유이          | 2022년 1월 16일                    | 276회         |
| 온유          | 2022년 1월 23일                    | 277회         |
| 정은지        | 2022년 1월 30일                    | 278회         |
| 문세윤        | 2022년 2월 6일                     | 279회         |
| 한혜진        | 2022년 2월 20일                    | 280회         |
| 연우진        | 2022년 2월 27일                    | 281회         |
| 선예          | 2022년 3월 6일                     | 282회         |
| 박해준        | 2022년 3월 13일, 3월 20일          | 283회 ~ 284회 |
| 딘딘          | 2022년 3월 20일                    | 284회         |
| 이미주        | 2022년 3월 27일                    | 285회         |
| 손호준        | 2022년 4월 3일, 4월 10일           | 286회 ~ 287회 |
| 김상경        | 2022년 4월 17일, 4월 24일          | 288회 ~ 289회 |
| 싸이          | 2022년 5월 1일, 5월 8일            | 290회 ~ 291회 |
| 정준호        | 2022년 5월 15일, 5월 22일          | 292회 ~ 293회 |
| 정준호        | 2025년 1월 19일                    | 426회         |
| 소유진        | 2022년 6월 5일                     | 295회         |
| 신동욱        | 2022년 6월 12일                    | 296회         |
| 홍현희        | 2022년 6월 19일                    | 297회         |
| 서영희        | 2022년 6월 26일                    | 298회         |
| 이세희        | 2022년 7월 3일                     | 299회         |
| 지현우        | 2022년 7월 10일                    | 300회         |
| 김지민        | 2022년 7월 17일                    | 301회         |
| 최다니엘      | 2022년 7월 24일                    | 302회         |
| 진서연        | 2022년 7월 31일                    | 303회         |
| 청하          | 2022년 8월 7일                     | 304회         |
| 최여진        | 2022년 8월 14일                    | 305회         |
| 지코          | 2022년 8월 21일                    | 306회         |
| 장우영        | 2022년 8월 28일                    | 307회         |
| 엄지윤        | 2022년 9월 4일                     | 308회         |
| 신봉선        | 2022년 9월 11일                    | 309회         |
| 주종혁        | 2022년 9월 18일                    | 310회         |
| 크러쉬        | 2022년 9월 25일                    | 311회         |
| 장현성        | 2022년 10월 2일                    | 312회         |
| 장성규        | 2022년 10월 9일                    | 313회         |
| 사이먼 도미닉 | 2022년 10월 16일                   | 314회         |
| 오나라        | 2022년 10월 23일                   | 315회         |
| 오나라        | 2025년 7월 13일                    | 451회         |
| 배성재        | 2022년 11월 6일                    | 316회         |
| 배성재        | 2025년 3월 30일                    | 436회         |
| 화사          | 2022년 11월 13일                   | 317회         |
| 한가인        | 2022년 11월 20일, 11월 27일        | 318회 ~ 319회 |
| 송은이        | 2022년 12월 4일                    | 320회         |
| 안영미        | 2022년 12월 18일                   | 322회         |
| 안영미        | 2024년 6월 9일                     | 397회         |
| 박재범        | 2022년 12월 25일                   | 323회         |
| 신현준        | 2023년 1월 1일                     | 324회         |
| 신지          | 2023년 1월 8일                     | 325회         |
| 임수향        | 2023년 1월 15일                    | 326회         |
| 정상훈        | 2023년 1월 22일                    | 327회         |
| 이경규        | 2023년 1월 29일                    | 328회         |
| 이경규        | 2025년 8월 3일                     | 454회         |
| 김민경        | 2023년 2월 5일                     | 329회         |
| 주현영        | 2023년 2월 19일                    | 331회         |
| 김남희        | 2023년 2월 26일                    | 332회         |
| 이용진        | 2023년 3월 5일                     | 333회         |
| 김지훈        | 2023년 3월 12일                    | 334회         |
| 신예은        | 2023년 3월 19일                    | 335회         |
| 주우재        | 2023년 3월 26일                    | 336회         |
| 장항준        | 2023년 4월 2일                     | 337회         |
| 김건우        | 2023년 4월 9일                     | 338회         |
| 표예진        | 2023년 4월 16일                    | 339회         |
| 아이키        | 2023년 4월 23일                    | 340회         |
| 이석훈        | 2023년 4월 30일                    | 341회         |
| 곽선영        | 2023년 5월 7일                     | 342회         |
| 김선영        | 2023년 5월 14일                    | 343회         |
| 천우희        | 2023년 5월 21일                    | 344회         |
| 이준혁        | 2023년 5월 28일                    | 345회         |
| 최정훈        | 2023년 6월 4일                     | 346회         |
| 류수영        | 2023년 6월 11일                    | 347회         |
| 명세빈        | 2023년 6월 18일                    | 348회         |
| 장동민        | 2023년 7월 2일                     | 350회         |
| 진구          | 2023년 7월 9일                     | 351회         |
| 이은지        | 2023년 7월 16일                    | 352회         |
| 박선영        | 2023년 7월 23일                    | 353회         |
| 이상이        | 2023년 7월 30일                    | 354회         |
| 박병은        | 2023년 8월 6일                     | 355회         |
| 박해진        | 2023년 8월 13일                    | 356회         |
| 양세형        | 2023년 8월 20일                    | 357회         |
| 고우림        | 2023년 8월 27일                    | 358회         |
| 권오중        | 2023년 9월 10일                    | 360회         |
| 임영웅        | 2023년 9월 17일, 10월 8일          | 361회 ~ 362회 |
| 강하늘        | 2023년 10월 15일                   | 363회         |
| 황정음        | 2023년 10월 22일                   | 364회         |
| 타블로        | 2023년 11월 5일                    | 366회         |
| 이시언        | 2023년 11월 12일                   | 367회         |
| 김광규        | 2023년 11월 19일                   | 368회         |
| 이영애        | 2023년 11월 26일                   | 369회         |
| 김해숙        | 2023년 12월 3일                    | 370회         |
| 김나영        | 2023년 12월 10일                   | 371회         |
| 김지은        | 2023년 12월 17일                   | 372회         |
| 한혜진        | 2023년 12월 24일, 12월 31일        | 373회 ~ 374회 |
| 하지원        | 2024년 1월 7일, 1월 14일           | 375회 ~ 376회 |
| 라미란        | 2024년 1월 21일                    | 377회         |
| 안보현        | 2024년 2월 4일                     | 379회         |
| 이이경        | 2024년 2월 18일                    | 381회         |
| 지승현        | 2024년 2월 25일                    | 382회         |
| 송해나        | 2024년 3월 3일                     | 383회         |
| 김재욱        | 2024년 3월 10일                    | 384회         |
| 주원          | 2024년 3월 17일                    | 385회         |
| 김남주        | 2024년 3월 24일                    | 386회         |
| 김남주        | 2025년 6월 29일                    | 449회         |
| 이준          | 2024년 4월 14일                    | 389회         |
| 붐            | 2024년 4월 21일                    | 390회         |
| 이찬원        | 2024년 4월 28일                    | 391회         |
| 박정현        | 2024년 5월 12일                    | 393회         |
| 이규형        | 2024년 5월 19일                    | 394회         |
| 송승헌        | 2024년 6월 2일                     | 396회         |
| 권율          | 2024년 6월 16일                    | 398회         |
| 장나라        | 2024년 6월 30일                    | 400회         |
| 최화정        | 2024년 7월 7일                     | 401회         |
| 남진          | 2024년 7월 21일, 8월 11일          | 403회 ~ 404회 |
| 김영철        | 2024년 8월 18일                    | 405회         |
| 윤종신        | 2024년 8월 25일                    | 406회         |
| 윤세아        | 2024년 9월 1일                     | 407회         |
| 지진희        | 2024년 9월 8일                     | 408회         |
| 배종옥        | 2024년 9월 15일                    | 409회         |
| 김정난        | 2024년 9월 22일                    | 410회         |
| 송일국        | 2024년 9월 29일                    | 411회         |
| 김정현        | 2024년 10월 6일                    | 412회         |
| 장신영        | 2024년 10월 13일                   | 413회         |
| 인순이        | 2024년 10월 20일                   | 414회         |
| 영탁          | 2024년 10월 27일                   | 415회         |
| 김세정        | 2024년 11월 3일                    | 416회         |
| 위하준        | 2024년 11월 24일                   | 419회         |
| 김재영        | 2024년 12월 8일                    | 421회         |
| 이현이        | 2024년 12월 22일                   | 423회         |
| 진태현        | 2025년 1월 12일                    | 425회         |
| 엄지원        | 2025년 1월 26일                    | 427회         |
| 고아라        | 2025년 2월 2일                     | 428회         |
| 김준현        | 2025년 2월 9일                     | 429회         |
| 경수진        | 2025년 2월 16일                    | 430회         |
| 윤민수        | 2025년 2월 23일                    | 431회         |
| 성훈          | 2025년 3월 9일                     | 433회         |
| 대성          | 2025년 4월 6일                     | 437회         |
| 이요원        | 2025년 4월 13일                    | 438회         |
| 지예은        | 2025년 4월 20일                    | 439회         |
| 장근석        | 2025년 4월 27일                    | 440회         |
| 추신수        | 2025년 5월 4일                     | 441회         |
| 김지호        | 2025년 5월 11일                    | 442회         |
| 장희진        | 2025년 6월 15일                    | 447회         |
| 조현아        | 2025년 6월 22일                    | 448회         |
| 김이나        | 2025년 7월 6일                     | 450회         |
| 이수지        | 2025년 7월 20일                    | 452회         |
| 이정은        | 2025년 7월 27일                    | 453회         |
|               | 2025년 8월 31일                    | 458회         |

## 역대 출연자

### 현재 출연자
| 출연진 및 패널 | 가족          | 방송 기간               | 회차         | 비고                  |
| -------------- | ------------- | ----------------------- | ------------ | --------------------- |
| 이상민         | 어머니 임여순 | 2017년 4월 16일 ~ 현재  | 32회 ~ 현재  | 역대 최장 기간 출연진 |
| 김종국         | 어머니 조혜선 | 2018년 2월 25일 ~ 현재  | 76회 ~ 현재  |                       |
| 김희철         | 어머니 김순자 | 2019년 8월 25일 ~ 현재  | 153회 ~ 현재 |                       |
| 허경환         | 어머니 이신희 | 2022년 7월 24일 ~ 현재  | 302회 ~ 현재 |                       |
| 이동건         | 어머니 서영남 | 2023년 10월 29일 ~ 현재 | 365회 ~ 현재 |                       |
| 한혜진         | 어머니 윤지영 | 2023년 11월 12일 ~ 현재 | 367회 ~ 현재 |                       |
| 김승수         | 어머니 최인숙 | 2023년 11월 26일 ~ 현재 | 369회 ~ 현재 |                       |
| 최진혁         | 어머니 박미자 | 2024년 5월 5일 ~ 현재   | 394회 ~ 현재 |                       |
| 정영주         | 어머니 서진숙 | 2024년 9월 15일 ~ 현재  | 409회 ~ 현재 |                       |
| 이용대         | 어머니 이애자 | 2024년 9월 22일 ~ 현재  | 410회 ~ 현재 |                       |
| 윤현민         | 어머니 양미혜 | 2025년 4월 27일 ~ 현재  | 440회 ~ 현재 |                       |
| 이홍기         | 어머니 공승옥 | 2025년 5월 11일 ~ 현재  | 442회 ~ 현재 |                       |

### 이전 출연자
| 출연진 및 패널 | 가족                                            | 방송 기간                           | 회차           | 비고                                             |
| -------------- | ----------------------------------------------- | ----------------------------------- | -------------- | ------------------------------------------------ |
| 김제동         | 어머니 : 박동연                                 | 2016년 7월 20일 ~ 2016년 9월 9일    | 파일럿 ~ 3회   |                                                  |
| 허지웅         | 어머니 : 김현주                                 | 2016년 7월 20일 ~ 2017년 4월 7일    | 파일럿 ~ 31회  |                                                  |
| 김건모         | 어머니 : 이선미                                 | 2016년 7월 20일 ~ 2019년 12월 8일   | 파일럿 ~ 167회 | 성폭행 의혹으로 인해 하차                        |
| 박수홍         | 어머니 : 지인숙                                 | 2016년 8월 26일 ~ 2021년 4월 11일   | 1 ~ 237회      | [ 4 ]                                            |
| 홍진영         | 아버지 : 홍금우, 어머니 : 최말순, 언니 : 홍선영 | 2018년 12월 23일 ~ 2020년 11월 22일 | 118 ~ 217회    | 석사 논문 표절 사건으로 인해 하차                |
| 토니 안        | 어머니 이옥진                                   | 2016년 9월 9일 ~ 2018년 3월 4일     | 3회 ~ 77회     | 현재는 어머니 이옥진 여사만 출연중               |
| 토니 안        | 어머니 이옥진                                   | 2022년 1월 2일                      | 274회          | 현재는 어머니 이옥진 여사만 출연중               |
| 토니 안        | 어머니 이옥진                                   | 2025년 2월 23일                     | 431회          | 현재는 어머니 이옥진 여사만 출연중               |
| 토니 안        | 어머니 이옥진                                   | 2025년 4월 6일                      | 437회          | 현재는 어머니 이옥진 여사만 출연중               |
| 이태성         | 어머니 : 박영혜, 가족 : 성유빈, 아들 : 이한승   | 2020년 4월 5일 ~ 2022년 7월 17일    | 184 ~ 301회    | 배우 이태성의 어머니가 영화감독 데뷔로 인해 하차 |
| 딘딘           | 어머니 김판례                                   | 2022년 5월 8일 ~ 2024년 1월 14일    | 291회 ~ 376회  |                                                  |
| 김영철         | 어머니 이복자                                   | 2024년 10월 20일                    | 414회          |                                                  |

## 미운 남의 새끼

### 현재 출연진
| 출연진 및 패널 | 방송 기간                          | 방송 회차     | 비고  |
| -------------- | ---------------------------------- | ------------- | ----- |
| 김종민         | 2017년 10월 1일 ~ 2017년 10월 8일  | 56회 ~ 57회   | [ 5 ] |
| 김종민         | 2021년 12월 26일 ~ 현재            | 273회 ~ 현재  | [ 6 ] |
| 탁재훈         | 2018년 1월 7일 ~ 현재              | 69회 ~ 현재   |       |
| 임원희         | 2018년 5월 13일 ~ 현재             | 87회 ~ 현재   |       |
| 배정남         | 2018년 10월 21일 ~ 2021년 2월 28일 | 109회 ~ 231회 |       |
| 배정남         | 2024년 8월 25일 ~ 현재             | 406회 ~ 현재  |       |
| 김준호         | 2020년 10월 25일 ~ 현재            | 213회 ~ 현재  | [ 7 ] |
| 최시원         | 2021년 11월 28일 ~ 현재            | 269회 ~ 현재  |       |
| 김건우         | 2023년 4월 30일 ~ 현재             | 341회 ~ 현재  |       |
| 은지원         | 2024년 3월 24일 ~ 현재             | 386회 ~ 현재  |       |
| 윤시윤         | 2025년 6월 1일 ~ 현재              | 445회 ~ 현재  |       |

### 하차 출연진
| 출연진 및 패널 | 방송 기간                         | 방송 회차     | 비고  |
| -------------- | --------------------------------- | ------------- | ----- |
| 박군           | 2021년 1월 24일 ~ 2022년 5월 22일 | 226회 ~ 293회 | [ 8 ] |
| 박군           | 2022년 6월 19일                   | 297회         |       |
| 곽시양         | 2021년 11월 7일 ~ 2022년 3월 27일 | 266회 ~ 285회 |       |
| 오민석         | 2020년 2월 23일 ~ 2022년 12월 4일 | 178회 ~ 320회 |       |
| 김민경         | 2023년 2월 26일 ~ 2023년 4월 9일  | 332회 ~ 338회 |       |

### 특별 출연진
| 출연진 및 패널  | 방송 기간                           | 방송 회차     | 비고   |
| --------------- | ----------------------------------- | ------------- | ------ |
| 윤정수          | 2017년 10월 8일                     | 57회          |        |
| 양세형 & 양세찬 | 2018년 1월 28일                     | 72회          |        |
| 양세형 & 양세찬 | 2018년 2월 11일                     | 74회          |        |
| 양세형 & 양세찬 | 2018년 7월 29일 ~ 2018년 8월 12일   | 98회 ~ 100회  |        |
| 샘 오취리       | 2018년 2월 4일                      | 73회          |        |
| 도끼            | 2018년 3월 18일                     | 79회          |        |
| 정재형          | 2018년 9월 2일 ~ 2018년 9월 9일     | 102회 ~ 103회 |        |
| 주병진          | 2018년 9월 30일 ~ 2018년 10월 7일   | 106회 ~ 107회 |        |
| 홍진영          | 2018년 11월 18일 ~ 2018년 11월 25일 | 113회 ~ 114회 | [ 9 ]  |
| 전진            | 2019년 5월 5일 ~ 2019년 5월 12일    | 137회 ~ 138회 | [ 10 ] |
| 음문석          | 2020년 1월 19일 ~ 2020년 1월 26일   | 173회 ~ 174회 |        |
| 김형묵          | 2020년 3월 8일                      | 180회         |        |
| 장민호 & 영탁   | 2020년 5월 17일 ~ 2020년 6월 7일    | 190회 ~ 193회 |        |
| 김호중          | 2020년 6월 14일 ~ 2020년 6월 21일   | 194회 ~ 195회 |        |
| 김호중          | 2020년 7월 26일                     | 200회         |        |
| 김호중          | 2020년 8월 9일                      | 202회         |        |
| 김호중          | 2020년 11월 1일                     | 214회         |        |
| 김호중          | 2024년 3월 3일                      | 383회         |        |
| 김민종          | 2020년 11월 29일 ~ 2020년 12월 6일  | 218회 ~ 219회 |        |
| 이희문          | 2021년 3월 28일                     | 235회         |        |
| 고은아          | 2021년 5월 2일 ~ 2021년 5월 23일    | 240회 ~ 243회 |        |
| 랄랄            | 2021년 11월 21일                    | 268회         |        |
| 미자            | 2022년 4월 24일                     | 289회         | [ 11 ] |
| 박선영          | 2023년 8월 6일                      | 355회         |        |
| 박선영          | 2023년 8월 20일                     | 357회         |        |
| 고준            | 2023년 8월 27일                     | 358회         |        |
| 김승수          | 2023년 9월 17일                     | 361회         |        |
| 김승수          | 2023년 11월 12일                    | 367회         |        |
| 우상혁          | 2023년 11월 19일                    | 368회         |        |
| 나선욱          | 2024년 2월 11일                     | 380회         |        |
| 임현식          | 2024년 2월 25일                     | 382회         |        |
| 임현식          | 2024년 3월 31일                     | 387회         |        |
| 임현식          | 2024년 9월 29일                     | 411회         |        |
| 윤성호          | 2024년 6월 23일                     | 399회         |        |
| 노민우          | 2024년 7월 14일                     | 402회         |        |
| 배성재          | 2024년 6월 9일 ~ 2024년 12월 1일    | 397회 ~ 420회 | [ 12 ] |
| 김일우          | 2024년 8월 11일                     | 404회         |        |
| 황가람          | 2025년 3월 30일                     | 436회         |        |
| 최진혁          | 2021년 3월 21일 ~ 2021년 10월 31일  | 234회 ~ 265회 |        |
| 최진혁          | 2022년 5월 22일 ~ 2024년 4월 7일    | 293회 ~ 388회 |        |

## 방영 정보
- 관찰 버라이어티 프로그램의 베이스를 갖춘 '미운 우리 새끼'는 원래 월요일이나 수요일 정규 편성론이 제기됐지만[13], KBS 2TV의 최장수 프로그램인 '《개그콘서트》'가 시청률 하락으로, 프로그램 존폐 여부를 묻는 목소리가 많아, 2017년 4월 16일 방송분부터, 일요일 밤 9시 15분으로 변경되면서, 일요일 프로그램 시청률 1위를 달성한 사실이 있었다.[14]
- KBS가 추진한 2019 비상경영계획의 일환으로, 정준영 몰카 촬영 사건 이후에, 9개월 동안 중단되었던 《1박 2일 시즌 4》는 2019년 12월 8일부터 일요일 오후 6시 25분에 방송됨으로써 《슈퍼맨이 돌아왔다》는 일요일 밤 9시 15분으로 방송 시간대가 변경된 이후에, 본 프로그램의 시청률이 KBS 2TV의 개편 전보다 한자릿수로 오락가락하여, 프로그램 존폐 여부를 묻는 목소리가 많다는 지적이 있었다.
- 2020년대 이후 예능 프로그램 부문에서 1위를 기록하며, 시청률이 한 자리 수로 떨어진 적 없이 꾸준히 10%대 이상의 두 자리 수를 유지하고 있다.[15]

## 편성 변경 사유
- 2017년 4월 16일 ~ 2017년 10월 15일 : 개편에 따른 일요일 밤 9시 15분에 시간대 이동 및 확대 편성 변경 (1부 9시 15분, 2부 10시)
- 2017년 4월 23일 : 제 19대 대통령선거 후보자 토론회 (초청 후보 1차) 생중계로 인한 편성 변경 (1부 10시, 2부 10시 45분)
- 2017년 8월 20일 : 제 19대 문재인 대통령 취임 100일 대국민 보고대회 (가제) 생중계로 인한 편성 변경 (1부 9시 45분, 2부 10시 30분)
- 2017년 9월 3일 : 특집 SBS 8 뉴스 북한 6차 핵실험 특집 방송 생중계로 인한 편성 변경 (1부 8시 55분, 2부 9시 50분)
- 2017년 10월 22일 ~ 2019년 3월 31일 : 개편에 따른 일요일 밤 9시 5분에 시간대 이동 및 확대 편성 변경 (1부 9시 5분, 2부 10시)
- 2018년 2월 18일 : 2018년 평창 동계 올림픽 생중계로 인한 설날특집 하이라이트 편성 변경 (1부 10시 45분, 2부 11시 25분)
- 2018년 2월 25일 : 2018년 평창 동계 올림픽 폐막식 생중계로 인한 편성 변경 (1부 10시, 2부 10시 55분)
- 2018년 3월 18일 : 2018년 평창 동계 패럴림픽 폐막식 생중계로 인한 편성 변경 (1부 10시, 2부 10시 55분)
- 2018년 8월 19일 : 2018년 자카르타 아시안 게임 생중계로 인한 편성 변경 (1부 10시 30분, 2부 11시 25분)
- 2019년 4월 7일 ~ 2021년 6월 27일 : 개편에 따른 일요일 밤 9시 5분에 시간대 이동 및 확대 편성 변경 (1부 9시 5분, 2부 9시 45분, 3부 10시 25분)
- 2021년 8월 1일 : 2020 도쿄 올림픽 중계 방송 인한 편성 변경 (밤 10시 30분)
- 2021년 8월 8일 : 2020 도쿄 올림픽 폐막식 중계 방송으로 인한 편성 변경 (밤 10시 30분)
- 2021년 9월 19일 : 추석특집 밤 8시 45분 편성 변경
- 2022년 11월 27일 : 2022 카타르 월드컵 조별리그 E조 2차전 일본 VS 코스타리카 중계 방송으로 인한 편성 변경 (밤 9시 30분)

## 결방 사유
- 2016년 9월 16일 : 부르스타 추석특집 파일럿 편성 (2부작) 방송
- 2017년 3월 10일 : 박근혜 대통령 탄핵 심판 관련 뉴스특보 편성으로 인한 결방
- 2017년 12월 31일 : 2017 SBS 연기대상 시상식 중계 방송으로 인한 결방
- 2018년 8월 26일 : 2018년 아시안 게임 야구 B조 대한민국 vs 대만 중계 방송으로 인한 결방
- 2019년 11월 17일 : WBSC 프리미어 12 결승전 대한민국 vs 일본 중계 방송으로 인한 결방
- 2021년 7월 25일 : 2020 도쿄 올림픽 중계 방송으로 인한 결방
- 2022년 2월 13일 : 2022 베이징 동계 올림픽 중계 방송으로 인한 결방
- 2022년 10월 30일 : 이태원 압사 사고 뉴스특보 편성으로 인한 결방
- 2023년 9월 24일 ~ 2023년 10월 1일 : 추석연휴 및 항저우 아시안 게임 중계 방송으로 인한 결방
- 2024년 7월 28일 ~ 2024년 8월 4일 : 2024 파리 하계 올림픽 중계방송으로 인한 결방
- 2024년 12월 29일: 제주항공 2216편 활주로 이탈 사고 속보 편성으로 인한 결방

## 논란
- 2016년 9월 19일 열린 방송심의소위원회 정기회의에서 '권고'라는 시정 조치를 받았는데,[16] 이는 같은 달 2일 방영분에서 김건모의 국제 결혼과 관련하여 한 출연진의 어머니가 국제 결혼에 대해 부정적인 언급을 한 것으로 풀이된다.

- 2016년 12월 23일 김건모가 소주병을 이용해 크리스마스 트리를 만들고 화장실에서 남은 소주를 마시는 음주 장면을, 2017년 1월 6일 김건모가 지인과 함께 전국을 돌며 음주를 하는 장면을 내보냈다.[17] 2017년 1월 18일 열린 대한민국 방송통신심의위원회 측의 방송심의소위원회 정기회의에서 음주 장면에 의한 모방 위험의 우려 등 문제의 소지가 많다는 전제 하에, '의견 제시'를 받았다.

- 음주 행위를 조장했다는 이유로, 대한민국 방송통신심의위원회로부터 '경고' 조치를 받았다.[18]

- 2019년 8월 11일 방영분에서 간접광고주 상품의 모델인 출연자(김종국)가 운동 후 해당 상품을 섭취하는 장면을 근접촬영하여 내보낸 것 외에도 상품 광고에 사용된 '운동은 먹는 것까지 운동이다'라는 문구를 자막으로까지 고지한 것이 문제가 되어[19] 방송통신심의위원회로부터 '주의' 조치를 받았다.[20]
- 2022년 1월 11일: 박수홍 홍진영 김건모 유튜브 콘텐츠 베낀 지상파..'미우새' 측 "이말년에 4번째 직접 사과"

## 같이 보기
- 사장님 귀는 당나귀 귀 (KBS 2TV)
- 우리 결혼했어요, 나 혼자 산다, 전지적 참견 시점 (MBC TV)
- 영웅호걸 (SBS TV)
- 학교 다녀오겠습니다 (JTBC)